# Herz aus Stein
Herz aus Stein (Originaltitel: Heart of Stone) ist die 14. Folge der dritten Staffel der US-amerikanischen Science-Fiction-Fernsehserie Star Trek: Deep Space Nine. Sie wurde in den Vereinigten Staaten über Syndication vermarktet und erstmals am 6. Februar 1995 auf verschiedenen Fernsehsendern ausgestrahlt. In Deutschland war sie zum ersten Mal am 1. März 1996 in einer synchronisierten Fassung auf Sat.1 zu sehen.

## Handlung
Im Jahr 2371 bei Sternzeit 48521.5 befinden sich die erste Offizierin Kira Nerys und Sicherheitschef Odo nach der Sicherheitsinspektion einer Kolonie mit dem Runabout Mekong auf dem Rückweg zur Raumstation Deep Space Nine, als sie einen Notruf von einem Frachtschiff empfangen, das von einem Maquis-Schiff angegriffen wird. Sie verfolgen den Angreifer, der mit einer unerwartet hohen Geschwindigkeit flieht. Er landet auf einem Mond und versteckt sich in einem Höhlensystem. Odo und Kira teilen sich auf, um ihn zu suchen. Nach kurzer Zeit ruft Kira um Hilfe. Odo findet sie in einer misslichen Lage vor: Ihr rechter Fuß ist in einem Kristall eingeklemmt und sie kann ihn nicht mehr befreien. Zudem wächst der Kristall ganz allmählich und als Kira mit ihrem Phaser auf ihn schießt, beschleunigt dies nur das Wachstum.
Auf Deep Space Nine erhält Commander Benjamin Sisko unterdessen Besuch von dem jungen Ferengi Nog. Der erklärt, er habe nun das Alter erreicht, in dem er eine Lehre beginnen sollte, und er hat Sisko als seinen Lehrmeister ausgesucht. Sisko erläutert ihm, dass dies nicht so einfach funktioniert. Wenn Nog seinen Beruf ergreifen will, muss er sich dazu bei der Sternenflottenakademie bewerben. Da die Ferengi keine Mitglieder der Föderation sind, benötigt er hierfür ein Empfehlungsschreiben eines kommandierenden Offiziers. Sisko könnte ihm ein solches Schreiben ausstellen, doch das muss er sich erst gründlich überlegen. Siskos Sohn Jake, der beste Freund von Nog, glaubt zunächst an einen Scherz und ist völlig erstaunt, dass Nog seine Entscheidung, der Sternenflotte beizutreten, absolut ernst meint.
Odo läuft zurück zur Mekong und versucht, Kira aus der Höhle herauszubeamen, was aber durch die Beschaffenheit der Atmosphäre des Mondes verhindert wird. Er startet eine Kommunikationsboje, die ein Notsignal aussendet, doch mit Hilfe ist frühestens in zwei Tagen zu rechnen. Als er zu Kira zurückkehrt, hört er Schüsse. Sie erklärt, der Maquis-Kämpfer habe auf sie geschossen, doch sie konnte ihn vertreiben. Odo kommt eine neue Idee: Mit Komponenten aus der Mekong baut er einen Ultraschall-Generator, in der Hoffnung, dass der Kristall bei der richtigen Frequenz zerspringen würde.
Um zu testen, wie ernst es Nog mit seiner Absicht ist, lässt Sisko ihn eine Inventur in einem Frachtraum durchführen, die er schließlich in Rekordzeit erledigt. Dennoch zögert Sisko, ihm das gewünschte Empfehlungsschreiben auszustellen, und will es ihm nur unter der Bedingung geben, dass Nog seine Beweggründe für die Bewerbung bei der Sternenflotte vollständig offenlegt. Nog offenbart, dass er sich dazu entschieden hat, weil er auf keinen Fall so enden will, wie sein Vater Rom. Rom hat ein enormes technisches Talent, doch er hat es nie richtig nutzen können, denn von Ferengi wird erwartet, dass sie Geschäftsleute werden. Dafür hat Rom aber nicht die „die Ohrläppchen“. Er schlägt sich als Kellner in der Bar seines Bruders Quark durch, in der vagen Hoffnung, diese eines Tages übernehmen zu können. Nog hat erkannt, dass auch er nicht zum Geschäftsmann geboren ist und will daher frühzeitig einen anderen Weg einschlagen. Sisko ist von dieser ehrlichen Antwort beeindruckt und gibt Nog das Empfehlungsschreiben.
In der Höhle kommt es zu einer Reihe von Erdbeben und sie droht einzustürzen. Der Kristall wächst immer weiter und reicht Kira inzwischen bis zum Hals. Der Ultraschall-Generator funktioniert nicht, was für Odo unerklärlich ist. Er und Kira unterhalten sich über einige persönliche Dinge, unter anderem erklärt Odo ihr die Herkunft seines Namens. Als schließlich klar wird, dass Odo keine weiteren Ideen mehr hat, um Kira zu befreien, befiehlt sie ihm, sich in Sicherheit zu bringen und die Höhle ohne sie zu verlassen. Odo weigert sich und unter größter Überwindung gesteht er, dass er sie niemals verlassen könnte, da er sie über alles liebt. Zu seiner Überraschung erwidert Kira, dass sie ihn ebenfalls liebt. Odo kommen allerdings mehrere Dinge merkwürdig vor. Zunächst betrachtet er die Phaserspuren hinter Kira. Er nimmt die Position ein, an der der Maquis-Kämpfer angeblich gestanden hat und stellt fest, dass Kira exakt in seiner Schussbahn steht und er sie eigentlich hätte treffen müssen. Auch das Liebesgeständnis nimmt er ihr nicht ab, denn er weiß, dass sie ihn zwar als Freund sehr schätzt, aber keine romantischen Gefühle für ihn hegt. Zudem respektiert sie ihn zu sehr, um ihm ihre Liebe vorzutäuschen. Odo kommt daher zu dem Schluss, dass er nicht der echten Kira gegenübersteht. Tatsächlich verwandelt sich Kira daraufhin in die Formwandlerin, der Odo einige Monate zuvor begegnet war. Sie und er gehören demselben Volk an. Sie hatte damals gehofft, Odo würde zu seinem Volk zurückkehren, doch er hatte sich dagegen entschieden. Sie wollte die genauen Gründe dafür erfahren und hatte die Vermutung, dass Kira damit zu tun hat. Um dies zu überprüfen, inszenierte sie diesen ganzen Vorfall. In Wirklichkeit hat es hier nie einen Maquis-Kämpfer gegeben. Odo richtet seine Waffe auf die Formwandlerin. Diese ist davon zunächst unbeeindruckt, da noch nie ein Formwandler einem anderen ein Leid zugefügt hat. Als sie aber merkt, dass er es ernst meint, gibt sie den Aufenthaltsort der echten, bewusstlosen Kira preis.
Gemeinsam mit Kira begibt Odo sich auf die Mekong und fliegt nach Deep Space Nine zurück. Er setzt sie über den Vorfall mit der Formwandlerin in Kenntnis, lässt aber einige entscheidende Details aus. Auf Kiras Frage, wie er sie enttarnen konnte, antwortet er nur sehr vage, sie habe sich versprochen und etwas gesagt, was die echte Kira niemals sagen würde – nichts wichtiges, nur ein unbedeutendes Detail.
Nog überbringt seiner Familie die Neuigkeiten über seine Bewerbung bei der Sternenflotte. Quark ist das gar nicht recht und er will dies seinem Neffen verbieten. Rom hingegen lässt sich dieses Mal nicht von seinem Bruder herumkommandieren und gibt Nog seine Erlaubnis, denn er wäre sehr stolz, einen Sohn bei der Sternenflotte zu haben.

## Verbindungen zu anderen Star-Trek-Produktionen
Herz aus Stein baut auf mehreren früheren Star-Trek-Folgen auf:
- Odos Liebe zu Kira wurde bereits in mehreren früheren Folgen angedeutet. In Herz aus Stein spricht er seine Gefühle erstmals offen aus.
- Die Gründerin löst hier ihr Versprechen aus Folge 3.02 (Die Suche, Teil II) von Star Trek: Deep Space Nine ein, Odo erneut zu besuchen.
- Dass Miles O’Brien in seiner Freizeit gern Kajak fährt, wurde erstmals in Folge 3.25 (Wer ist John?) von Raumschiff Enterprise – Das nächste Jahrhundert erwähnt.

Einige Elemente aus dieser Folge wurden in späteren Star-Trek-Produktionen wieder aufgegriffen:
- In Herz aus Stein wird der Grundstein für Nogs spätere Sternenflottenkarriere gelegt.
- Sisko und Bashir erwähnen in einem Gespräch einen Fähnrich namens Vilix’pran. Dieser ist später noch in zwei weiteren Folgen Gesprächsgegenstand.

## Produktion

### Drehbuch
Der Titel der Folge stammt aus William Shakespeares Theaterstück Was ihr wollt.
Der Handlungsstrang um Kira und Odo ist von Ken Keseys Roman Manchmal ein großes Verlangen (Sometimes a Great Notion) inspiriert, in dem sich jemand sein Bein unter einem Holzklotz einklemmt und zu ertrinken droht.

### Darsteller
Damit ihr Auftritt als Gründerin für die Zuschauer möglichst überraschend ist, wurde Salome Jens in dieser Folge ausnahmsweise nicht im Vorspann, sondern erst im Abspann aufgeführt. Zudem ist sie einmalig nicht als „Guest star“, sondern als „Special guest star“ geführt.

## Rezeption
Keith DeCandido bewertete Herz aus Stein 2013 auf tor.com als eine sehr gute Folge von Star Trek: Deep Space Nine. Er fand, dass beide Handlungsstränge gut zusammenpassen, da sowohl Odo als auch Nog Dinge offenlegen, die sie bisher tief in ihrem Herzen verborgen hatten, und in beiden Fällen sind es Dinge, die im weiteren Verlauf der Serie noch eine wichtige Rolle spielen. Er lobte außerdem die Schauspielleistung von Aron Eisenberg, Avery Brooks, René Auberjonois und Nana Visitor.